# Câu lạc bộ bóng chuyền Thành phố Hồ Chí Minh
Câu lạc bộ bóng chuyền Thành phố Hồ Chí Minh (gọi tắt TP. Hồ Chí Minh) là một câu lạc bộ bóng chuyền Nam chuyên nghiệp có trụ sở ở TP. Hồ Chí Minh, Việt Nam. Đây là đội bóng đang thi đấu tại Giải vô địch bóng chuyền quốc gia Việt Nam. Thành phố Hồ Chí Minh từng được xem là đội bóng Nam rất mạnh của Giải vô địch bóng chuyền quốc gia Việt Nam với 3 lần vô địch năm,  1 lần á quân và 1 lần vô địch lượt đi. Đội đã tham gia 15/20 mùa giải vô địch bóng chuyền quốc gia kể từ năm 2004 đến 2023. Tại giải VĐQG năm 2023, sau khi thi đấu xong 2 giai đoạn, TP. Hồ Chí Minh thi đấu	8 trận nhưng chỉ thắng 1 trận, giành được 3 điểm với tổng số 5 set thắng và 21 set thua, xếp thứ 5 bảng đấu và là 1 trong 2 đội nam phải xuống hạng.

## Thành tích
Tại Giải vô địch bóng chuyền quốc gia Việt Nam:
- Vô địch các mùa giải: 2015, 2018, 2019.[2][3][4]
- Á quân các mùa giải: 2020.
- Hạng ba các mùa giải: 2013.

Tại Giải bóng chuyền cúp Hoa Lư:
- Vô địch các mùa giải: chưa có
- Á quân các mùa giải: chưa có
- Hạng ba các mùa giải: chưa có

Tại Giải bóng chuyền cúp Hùng Vương:
- Vô địch các mùa giải: 2015
- Á quân các mùa giải: chưa có
- Hạng ba các mùa giải: 2018

## Danh sách vận động viên

### Danh sách hiện tại
Cập nhật danh sách tháng 6 năm 2024.
- Huấn luyện viên:  Bùi Huy Châm
- Trợ lý: Nguyễn Văn Hào, Lê Hồng Hà

| STT | Họ và tên             | Số áo | Năm sinh | Chiều cao (cm) | Bật đà (cm) | Bật chắn (cm) | Ghi chú                   |
| --- | --------------------- | ----- | -------- | -------------- | ----------- | ------------- | ------------------------- |
| 1   | Lê Quang Khánh (C)    | 8     | 1988     | 188            | 327         | 316           |                           |
| 2   | Nguyễn Văn Dữ         | 9     | 1989     | 190            | 330         | 327           |                           |
| 3   | Nguyễn Văn Hạnh       | 17    | 1987     | 189            | 330         | 318           |                           |
| 4   | Nguyễn Thanh Hải      | 12    | 1994     | 193            | 332         | 326           |                           |
| 5   | Châu Thanh Phú (L)    | 5     | 1993     | 168            | 300         | 300           |                           |
| 6   | Đinh Văn Tú (S)       | 10    | 1993     | 186            | 320         | 314           |                           |
| 7   | Trần Hoài Phuơng (S)  | 13    | 1994     | 186            | 324         | 322           |                           |
| 8   | Sơn Huỳnh Trí         | 16    | 1999     | 185            | 325         | 320           |                           |
| 9   | Huỳnh Quốc Sự         | 18    | 1999     | 185            | 330         | 318           |                           |
| 10  | Nguyễn Văn Sang (L)   | 15    | 1988     | 167            | 300         | 300           |                           |
| 11  | Truơng Thế Khải       | 1     | 2004     | 196            | 336         | 330           |                           |
| 12  | Truơng Quang Anh Tuấn | 11    | 1996     | 188            | 330         | 326           |                           |
| 13  | Chế Quốc Vô Lít       | 7     | 1996     | 198            | 334         | 330           |                           |
| 14  | Nguyễn Văn Học        | 14    | 1993     | 186            | 320         | 314           |                           |
| 15  | Wanchai Tabwises      | 6     | 1986     | 185            | 312         | 302           | Ngoại binh người Thái Lan |

### Danh sách quá khứ
- Năm 2022:[6] Huấn luyện viên:  Bùi Huy Châm, Trợ lý: Nguyễn Văn Hào, Lê Hồng Hà.

| STT | Họ và tên             | Số áo | Năm sinh | Chiều cao (cm) | Bật đà (cm) | Bật chắn (cm) | Ghi chú                   |
| --- | --------------------- | ----- | -------- | -------------- | ----------- | ------------- | ------------------------- |
| 1   | Lê Quang Khánh (C)    | 8     | 1988     | 188            | 327         | 316           |                           |
| 2   | Nguyễn Văn Dữ         | 9     | 1989     | 190            | 330         | 327           |                           |
| 3   | Nguyễn Văn Hạnh       | 17    | 1987     | 189            | 330         | 318           |                           |
| 4   | Nguyễn Thanh Hải      | 12    | 1994     | 193            | 332         | 326           |                           |
| 5   | Châu Thanh Phú (L)    | 5     | 1993     | 168            | 300         | 300           |                           |
| 6   | Đinh Văn Tú (S)       | 10    | 1993     | 186            | 320         | 314           |                           |
| 7   | Trần Hoài Phuơng (S)  | 13    | 1994     | 186            | 324         | 322           |                           |
| 8   | Sơn Huỳnh Trí         | 16    | 1999     | 185            | 325         | 320           |                           |
| 9   | Huỳnh Quốc Sự         | 18    | 1999     | 185            | 330         | 318           |                           |
| 10  | Nguyễn Văn Sang (L)   | 15    | 1988     | 167            | 300         | 300           |                           |
| 11  | Truơng Thế Khải       | 1     | 2004     | 196            | 336         | 330           |                           |
| 12  | Truơng Quang Anh Tuấn | 11    | 1996     | 188            | 330         | 326           |                           |
| 13  | Chế Quốc Vô Lít       | 7     | 1996     | 198            | 334         | 330           |                           |
| 14  | Nguyễn Văn Học        | 14    | 1993     | 186            | 320         | 314           |                           |
| 15  | Wanchai Tabwises      | 6     | 1986     | 185            | 312         | 302           | Ngoại binh người Thái Lan |

- Mùa giải 2020:  [7] Lê Quang Khánh (Đội trưởng), Nguyễn Văn Dữ, Nguyễn Văn Hạnh, Nguyễn Văn Học, Nguyễn Thanh Hải, Nguyễn Văn Sang, Trần Hoài Phương, Sơn Huỳnh Trí, Đinh Văn Tú, Lưu Đại Dương, Lê Thanh Giang, Châu Thanh Phú, Trương Thế Khải, Nguyễn Phúc Lộc.

- Vòng 2 Giải bóng chuyền VĐQG 2016:[8] Nguyễn Thanh Nhàn (1992, 1m85), Lê Thanh Giang (1991, 1m83), Trần Thanh Tùng (1976, 1m84), Nguyễn Thanh Nhân (1989, 1m90), Nguyễn Trung Nam (1993, 1m86), Nguyễn Hoàng Thương (1988, 1m97), Nguyễn Văn Dữ (1988, 1m89), Ngô Văn Vũ (1994, 1m83), Hà Vũ Sơn, Huỳnh Văn Tuấn (1980, 1m90), Nguyễn Văn Nhật (L) (1984, 1m78), Phạm Thanh Phong (L) (1994, 1m68).